# 218
Il 218 (CCXVIII in numeri romani) è un anno  del III secolo.

## Eventi

### Impero romano
- 1º gennaio - Macrino e Marco Oclatinio Avvento consoli (entrambi per la seconda volta); dopo la morte di Macrino Eliogabalo gli subentra al consolato.
- Diadumeniano, figlio dell'Imperatore Romano Macrino, è acclamato Augusto, quindi Co-Imperatore.
- 16 maggio - Nei pressi di Raphana, Eliogabalo è acclamato imperatore romano dalle truppe della Legio II Parthica del legato Publio Valerio Comazone Eutichiano, in opposizione all'imperatore in carica Macrino.
- 8 giugno - Battaglia di Antiochia: l'imperatore Macrino viene sconfitto dall'esercito di Eliogabalo, guidato dall'eunuco Gannys.
- Giugno - Il co-imperatore Diadumeniano scappa cercando rifugio da Artabano IV re dei Parti, ma è catturato e giustiziato insieme al padre Macrino.
- Eliogabalo uccide di propria mano Gannys, reo di obbligarlo a vivere con moderazione
- Tito Messio Estricato e Antiochiano sono nominati prefetti del pretorio.

### Arti e scienze
- 17 maggio - Settimo passaggio registrato della cometa di Halley al perielio. (Evento astronomico 1P/218 H1)
- 29 maggio - Incisione dell'iscrizione che conserva l'unica copia conservatasi del Carmen Arvale.

### Religione
- Fileto succede ad Asclepiade come vescovo di Antiochia.

## Nati
- Gallieno, imperatore romano († 268)

## Morti
- Marco Oclatinio Avvento, militare, politico e senatore romano (n. 160)
- Gannys, politico e militare romano
- Ulpio Giuliano, militare romano
- Macrino, imperatore romano
- Diadumeniano, imperatore romano (n. 208)
- Yue Jin, generale cinese

## Calendario
| Calendario 218 | Calendario 218 | Calendario 218 | Calendario 218 | Calendario 218 | Calendario 218 | Calendario 218 | Calendario 218 | Calendario 218 | Calendario 218 | Calendario 218 | Calendario 218 | Calendario 218 | Calendario 218 | Calendario 218 | Calendario 218 | Calendario 218 | Calendario 218 | Calendario 218 | Calendario 218 | Calendario 218 | Calendario 218 | Calendario 218 | Calendario 218 | Calendario 218 | Calendario 218 | Calendario 218 | Calendario 218 | Calendario 218 | Calendario 218 | Calendario 218 | Calendario 218 | Calendario 218 |
| -------------- | -------------- | -------------- | -------------- | -------------- | -------------- | -------------- | -------------- | -------------- | -------------- | -------------- | -------------- | -------------- | -------------- | -------------- | -------------- | -------------- | -------------- | -------------- | -------------- | -------------- | -------------- | -------------- | -------------- | -------------- | -------------- | -------------- | -------------- | -------------- | -------------- | -------------- | -------------- | -------------- |
|                | 1              | 2              | 3              | 4              | 5              | 6              | 7              | 8              | 9              | 10             | 11             | 12             | 13             | 14             | 15             | 16             | 17             | 18             | 19             | 20             | 21             | 22             | 23             | 24             | 25             | 26             | 27             | 28             | 29             | 30             | 31             |                |
| Gennaio        | Gi             | Ve             | Sa             | Do             | Lu             | Ma             | Me             | Gi             | Ve             | Sa             | Do             | Lu             | Ma             | Me             | Gi             | Ve             | Sa             | Do             | Lu             | Ma             | Me             | Gi             | Ve             | Sa             | Do             | Lu             | Ma             | Me             | Gi             | Ve             | Sa             |                |
| Febbraio       | Do             | Lu             | Ma             | Me             | Gi             | Ve             | Sa             | Do             | Lu             | Ma             | Me             | Gi             | Ve             | Sa             | Do             | Lu             | Ma             | Me             | Gi             | Ve             | Sa             | Do             | Lu             | Ma             | Me             | Gi             | Ve             | Sa             |                |                |                |                |
| Marzo          | Do             | Lu             | Ma             | Me             | Gi             | Ve             | Sa             | Do             | Lu             | Ma             | Me             | Gi             | Ve             | Sa             | Do             | Lu             | Ma             | Me             | Gi             | Ve             | Sa             | Do             | Lu             | Ma             | Me             | Gi             | Ve             | Sa             | Do             | Lu             | Ma             |                |
| Aprile         | Me             | Gi             | Ve             | Sa             | Do             | Lu             | Ma             | Me             | Gi             | Ve             | Sa             | Do             | Lu             | Ma             | Me             | Gi             | Ve             | Sa             | Do             | Lu             | Ma             | Me             | Gi             | Ve             | Sa             | Do             | Lu             | Ma             | Me             | Gi             |                |                |
| Maggio         | Ve             | Sa             | Do             | Lu             | Ma             | Me             | Gi             | Ve             | Sa             | Do             | Lu             | Ma             | Me             | Gi             | Ve             | Sa             | Do             | Lu             | Ma             | Me             | Gi             | Ve             | Sa             | Do             | Lu             | Ma             | Me             | Gi             | Ve             | Sa             | Do             |                |
| Giugno         | Lu             | Ma             | Me             | Gi             | Ve             | Sa             | Do             | Lu             | Ma             | Me             | Gi             | Ve             | Sa             | Do             | Lu             | Ma             | Me             | Gi             | Ve             | Sa             | Do             | Lu             | Ma             | Me             | Gi             | Ve             | Sa             | Do             | Lu             | Ma             |                |                |
| Luglio         | Me             | Gi             | Ve             | Sa             | Do             | Lu             | Ma             | Me             | Gi             | Ve             | Sa             | Do             | Lu             | Ma             | Me             | Gi             | Ve             | Sa             | Do             | Lu             | Ma             | Me             | Gi             | Ve             | Sa             | Do             | Lu             | Ma             | Me             | Gi             | Ve             |                |
| Agosto         | Sa             | Do             | Lu             | Ma             | Me             | Gi             | Ve             | Sa             | Do             | Lu             | Ma             | Me             | Gi             | Ve             | Sa             | Do             | Lu             | Ma             | Me             | Gi             | Ve             | Sa             | Do             | Lu             | Ma             | Me             | Gi             | Ve             | Sa             | Do             | Lu             |                |
| Settembre      | Ma             | Me             | Gi             | Ve             | Sa             | Do             | Lu             | Ma             | Me             | Gi             | Ve             | Sa             | Do             | Lu             | Ma             | Me             | Gi             | Ve             | Sa             | Do             | Lu             | Ma             | Me             | Gi             | Ve             | Sa             | Do             | Lu             | Ma             | Me             |                |                |
| Ottobre        | Gi             | Ve             | Sa             | Do             | Lu             | Ma             | Me             | Gi             | Ve             | Sa             | Do             | Lu             | Ma             | Me             | Gi             | Ve             | Sa             | Do             | Lu             | Ma             | Me             | Gi             | Ve             | Sa             | Do             | Lu             | Ma             | Me             | Gi             | Ve             | Sa             |                |
| Novembre       | Do             | Lu             | Ma             | Me             | Gi             | Ve             | Sa             | Do             | Lu             | Ma             | Me             | Gi             | Ve             | Sa             | Do             | Lu             | Ma             | Me             | Gi             | Ve             | Sa             | Do             | Lu             | Ma             | Me             | Gi             | Ve             | Sa             | Do             | Lu             |                |                |
| Dicembre       | Ma             | Me             | Gi             | Ve             | Sa             | Do             | Lu             | Ma             | Me             | Gi             | Ve             | Sa             | Do             | Lu             | Ma             | Me             | Gi             | Ve             | Sa             | Do             | Lu             | Ma             | Me             | Gi             | Ve             | Sa             | Do             | Lu             | Ma             | Me             | Gi             |                |